# 장철준
장철준(1981년 ~ )은 대한민국의 성악가다.

## 학력
- 서라벌고등학교 졸업
- 단국대학교 음악대학 성악과
- 한국예술종합학교 오페라과 석사

## 방송
- 보이스킹 (2021) - Top22(11위)
- CTS 국제 찬송가 경연대회 (2022) - 대상

## 음반
- 노래의 날개 위에 (2019)
- 더 오래 사랑하기 위하여 (2020)
- 류 아리아 (2021)

## 공연
- 렌드미어 테너 (2019)
- 조관우 드라마콘서트 '늪' (2019)
- 테너를 빌려줘 (2019)
- 스토리텔링 오페라 - 라보엠 (2020)
- 사랑은 팝콘 (2021)
- 어쩌다 마주친 트로트 (2021)

## 경력
- 청강문화산업대학교 교수 (2015-2017)
- 학교안전사회공헌운동본부 학교폭력예방 홍보대사 (2019)
- 인천예술고등학교 강사 (2021-)

## 수상
- 제20회 시흥예술대상 시흥시장 표창 (2016)
- 안산시장 표창 (2016)
- 제12회 오사카국제음악콩쿠르 성악부문 오페라분야 1위 (2011)
- 제12회 오사카국제음악콩쿠르 특별상 (2011)
- 제5회 세종음악콩쿠르 서양음악부문 남자일반부 1위 (2009)